# Hijab
En hijab (udtales [hiˈdjɑb]) er et tørklæde, der dækker håret, halsen og skuldrene. Det bæres offentligt af nogle muslimske kvinder og piger. 
I traditionel tankegang opfattes hijabben som et symbol på privatliv og ærbarhed. Tørklædets popularitet veksler dog over tid og sted i muslimske kulturer. I 1. halvdel af 1900-tallet var det på retur i bl.a. arabiske lande som Egypten. Siden 1970'erne er det igen blevet mere populært at bruge islamisk hovedbeklædning i flere lande. 
I Danmark og andre vestlige lande med et nyere muslimsk mindretal i befolkningen har den mere almindelige brug af hijab i det offentlige rum medført en offentlig debat, der er præget af forskellige syn på islam, på religionens rolle i samfundet og på sammenhængen mellem påklædning, kønsroller og ideologi.

## Etymologi
Ordet hijab kommer fra arabisk حجاب. Det betød oprindelig "forhæng". Det er afledt af det arabiske ord hajaba, der betyder "at skjule, gemme". Etymologisk set refererer ordet dermed ikke til tøj, men til adskillelse. Indenfor islam er ordet blevet brugt til at henvise til diverse skillelinjer, eksempelvis mellem livet og det, der kommer efter, mellem Gud og menneskene, mellem det private og det offentlige, eller mellem mand og kvinde. Først fra 1970'erne og frem er ordet hijab blevet inkarneret som et officielt hovedklæde som det, vi kender i dag.

## Religiøs betydning
Der står relativt lidt om kvinders beklædning i Koranen og den islamiske sunna, som er en nedskrevet samling af leveregler, der ifølge traditionen er overleveret fra Muhammed. Koranteksten siger således ikke udtrykkeligt, at hovedbeklædning er påbudt. I de traditionelle (før-moderne) kommentarværker tages den kvindelige hovedbeklædning imidlertid for givet.
I Koranen optræder bl.a. dette vers (24:30–31): 
"Sig til de troende mænd, at de skal holde øjnene for sig selv og vogte over deres køn. Det er mere renfærdigt for dem, Gud er fuldt vidende om, hvad de laver.
Sig til de troende kvinder, at de skal holde øjnene for sig selv og vogte over deres køn; de må ikke fremvise deres pryd, bortset fra det deraf, der er synligt, og de skal lægge deres hovedslør hen over deres halsudskæring. […]"
I denne oversættelse af Ellen Wulff er det arabiske ord juyobihinna oversat ved "halsudskæring". Som mange andre arabiske ord er det dog flertydigt og kan fortolkes på forskellige måder.  Andre har således fremført, at en mulig gengivelse af ordet i stedet kan være bryst, brystkasse, ansigt, kavalergang eller nakke. Forståelsen af dette vers vil derfor afhænge af, hvilket udgangspunkt man har, ligesom det gælder for andre vers i Koranen. Islamister, der er kendt for en konservativ tilang, og islamiske feminister som eksempelvis den kendte marokkaner Fatema Mernissi opfatter således verset forskelligt. Ifølge Mernissi handler verset ikke en adskillelse mellem kvinder og mænd, men mellem familien og det offentlige, altså et budskab om retten til privatliv.

## Historie
At dække kvinders hår med en særlig hovedbeklædning er en skik med dybe rødder i Mellemøstens førislamiske kulturer. Skikken med at bære et slør, der dækker dele af kroppen og hovedet, var udbredt blandt højtstående kvinder i de antikke og middelalderlige byzantinske, græske og persiske riger, hvor hovedklædningen var et tegn på respektabilitet og høj status, og blev overtaget herfra, da araberne erobrede disse områder. Skikken blev gradvis spredt blandt bybefolkningerne og blev endnu mere udbredt under tyrkisk herredømme som en markering af høj rang. Sløret spredte sig langsommere blandt kvinder i landområder, hvor beklædningen kunne besværliggøre deres arbejde i markerne. Under 1800-tallets britiske koloniherredømme i Egypten blev hijabben et centralt symbol for feminister og nationalister.
I den første halvdel af 1900-tallet blev brugen af hovedklæde efterhånden mindre udbredt i de arabiske østlige middelhavslande med Egypten som det vigtigste land, og det blev forudsagt, at skikken helt ville forsvinde fra de muslimske samfund. Fra midten af 1970'erne blev brugen af islamisk hovedklæde imidlertid igen mere populært i disse lande. Ifølge religionsprofessor på Harvard Leila Ahmed var der flere årsager hertil: Den arabiske socialisme mistede en del af sin tiltrækning efter 1967, den provestlige økonomiske politik oplevede ikke stor succes, og Det Muslimske Broderskab og den konservative saudiske udgave af islam vandt frem som alternativer. Desillusionerede veluddannede arabere blev i højere grad tiltrukket af en aktivistisk islamisme, der gav løfter om social, moralsk og politisk fornyelse. En mere traditionel islamisk påklædning blev en måde at udtrykke egalitaristiske principper og at vise bærerens autoritet. Fra at være et symbol på afmægtighed blev sløret nu for nogle et tegn på befrielse.
Da der lå et politisk udsagn i den nye islamiske klædedragt, blev hijab snart et tema i den offentlige debat i store dele af den islamiske verden. Hijabben er udbredt, men praktiseres fortsat ikke alment blandt muslimske kvinder. I nogle muslimske kulturer, således i Afrika og Sydøstasien, har man traditionelt ikke lagt vægt på islamiske hovedklæder, og også i andre lande er det ikke alle muslimske kvinder, der bærer hijab eller andre hovedklæder.

## Nutidig debat om det islamiske tørklæde
Siden 1970'erne har hijabben fået en renæssance blandt unge kvinder som symbol på deres aktive deltagelse i den islamiske bevægelse og en bekræftelse af en muslimsk identitet og moral. Omvendt opfatter nogle vestlige feminister hijabben som et symbol på kvinders underlegenhed i islam. Debatten om brug af det islamiske tørklæde finder både sted i Danmark og andre lande, der som følge af indvandring har fået et muslimsk mindretal i de seneste årtier, og i lande med muslimsk befolkningsflertal, hvor der er sket en islamisk vækkelse. Debatten er ofte følelsesladet og præget af meget forskellige syn på islam, på religionens rolle i samfundet og på sammenhængen mellem påklædning, kønsroller og politisk ideologi.
I Danmark har debatten dels handlet om praktiske problemer og dels om, hvilke signaler brugen af hijab udsender. Der kan være både religiøse, politiske, identitetsmæssige, sikkerhedsmæssige og praktiske grunde til at bære tørklæde. Omvendt opfatter nogle det islamiske tørklæde som et symbol på tvang, undertrykkelse og seksualisering. I en undersøgelse fra 2007 svarede 66 % af de adspurgte danske muslimske mænd, det ikke eller slet ikke var vigtigt for dem, at deres kone bar tørklæde, mens 29 % svarede, at det var meget vigtigt eller vigtigt. Samtidig svarede 22 % af de interviewede mænd og 29 % af kvinderne, at det var vigtigt eller meget vigtigt for dem, at deres datter bar tørklæde.

## Lovgivning i forskellige lande
Enkelte steder i verden er det påbudt at bære enten en hijab eller andre former for islamiske hovedklædninger. Det gælder således i Iran og i den indonesiske selvstyrende provins Aceh. Omvendt har diskussionen om såvel brugen af hijab som andre, mere dækkende muslimske klædningsstykker i flere europæiske lande ført til forslag om at ændre lovgivningen i flere lande for at forbyde brugen for forskellige grupper af offentligt ansatte.
I 2009 vedtog Folketinget en ændring af Retsplejeloven, så det blev forbudt for juridiske dommere i Danmark at bære religiøse eller politiske symboler i retten. Nævninge og domsmænd er dog ikke underlagt denne regel. Et lignende forbud var på tale i Norge, men her besluttede domstolsadministrationen i juni 2010, at det fortsat skulle være tilladt at bære hijab  ved norske domstole.
I 2003 vedtog Tysklands forfatningsdomstol, at det var lovligt for de enkelte delstater at forbyde brug af religiøse symboler i skolerne og på andre offentlige arbejdspladser. Siden vedtog en række delstater love, der begrænsede eller forbød brugen af religiøs påklædning i offentlige skoler. I 2004 vedtog det franske parlament en lov, som forbyder religiøse kendetegn i offentlige skoler og på universiteter.
I Tyrkiet var det i en længere årrække fra 1980'erne forbudt at bære tørklæde i offentlige bygninger, for eksempel parlamentet, gymnasier, universiteter og offentlige kontorer, og det var forbudt for offentligt ansatte som  eksempelvis dommere, læger på offentlige hospitaler samt politibetjente at bære tørklæde. Efter at det tyrkiske muslimske parti Retfærdigheds- og Udviklingspartiet (AKP) vandt regeringsmagten i starten af 2000-tallet, blev disse regler efterhånden fjernet igen. I 2017 blev tørklædeforbuddet ophævet for den sidste offentlige instituion i landet, nemlig det tyrkiske militær.